# Ciburial (Cimanggu)
Ciburial is een bestuurslaag in het regentschap Pandeglang van de provincie Banten, Indonesië. Ciburial telt 5088 inwoners (volkstelling 2010).